# Leonid Wassiljewitsch Bobkin
Leonid Wassiljewitsch Bobkin (russisch Леонид Васильевич Бобкин, wiss. Transliteration Leonid Vasil’evič Bobkin); * 10. Maijul. / 22. Mai 1894greg. im Dorf Sredinj Jegorlykskoje, Medweschensker Rajon bei Stawropol; † 26. Mai 1942 in Krutojarka, Oblast Charkow, war ein sowjetischer General.

## Leben
Bisher sind nur wenige biografische Details über L.W. Bobkin überliefert. Er trat 1917 in die Rote Garde sowie in die Sozialdemokratische Arbeiterpartei Russlands (B) ein und kämpfte anschließend im Russischen Bürgerkrieg. Er zeichnete sich aus und erhielt den Rotbannerorden. Nach dem Krieg diente er in der Kavallerie und absolvierte 1924/25 die Kavalleriehochschule in Leningrad. In der gleichen Studiengruppe befanden sich auch die späteren Marschälle der Sowjetunion G.K. Schukow, K.K. Rokossowski, A.I. Jerjomenko und Howhannes Baghramjan. Letzterer schrieb später in seinen Memoiren: „In unserer Studiengruppe galt Bobkin schon damals als einer der fähigsten Offiziere, die die Taktik der Kavallerie ausgezeichnet beherrschten.“ In den 1930er Jahren diente Bobkin als Kommandeur der Kavalleriegruppe des Besonderen Kiewer Militärbezirkes. Begünstigt durch die hohen Ausfälle an Offizieren während des „Großen Terrors“ stieg er in der kurzen Zeit zwischen 1938 und 1939 vom Regimentskommandeur bis zum Korpskommandeur auf. Am 4. Juni 1940 erhielt Bobkin den ordentlichen Rang eines Generalmajors und absolvierte im folgenden Jahr 1941 erfolgreich die Frunse-Militärakademie.
Bei Beginn des Deutsch-Sowjetischen Krieges war Bobkin der Verantwortliche für Kavalleriefragen im Oberkommando der Südwestfront. In dieser Stellung wurde er oft mit Sonderkommandos über ad hoc gebildete Kampfgruppen betraut. So zum Beispiel im Rahmen der 38. Armee, wo er am 20. März 1942 südlich von Charkow eine operative Gruppe übernahm. Sein Vorgesetzter Generalleutnant K.S. Moskalenko schrieb über ihn: „Er war ein sehr fähiger Mensch, feinfühlig und überaus energisch.“ Während seiner Kommandos wurde Bobkin ständig von seinem Sohn Igor begleitet, dessen Alter je nach Quelle zwischen 12 und 19 Jahren angegeben wird. Anfang Mai 1942 übernahm Bobkin eine Armeegruppe, die zusammen mit der 6. und 57. Armee eine erneute Offensive gegen die Verbände der Wehrmacht führen sollte (→ Schlacht bei Charkow (1942)). Nach anfänglich Erfolgen ab dem 12. Mai entwickelte sich die Operation bald zu einem Desaster. Bereits am 22. Mai wurden die Armeen sowie Bobkins Armeegruppe von den Deutschen eingeschlossen. Erst sechs Tage später gelang es sowjetischen Truppen kurzzeitig einen schmalen Korridor zu öffnen, durch den einige der eingeschlossenen Soldaten entkommen konnten. Sämtliche Oberbefehlshaber der eingesetzten Armeen waren jedoch zu diesem Zeitpunkt bereits gefallen. 
Das Schicksal Bobkins blieb lange unbekannt, so dass er wie auch die anderen Kommandeure zunächst als vermisst geführt wurde. Erst nach dem Ende des Krieges kehrte mit Generalmajor A.A. Noskow, ehemals Kommandierender General des 6. Kavallerie-Korps, ein überlebender Teilnehmer der Schlacht aus deutscher Kriegsgefangenschaft zurück, der Auskunft geben konnte. Er gab an gesehen zu haben, wie General Bobkin am 26. Mai 1942 nahe dem Dorf Krutojarka von einem deutschen MPi-Schützen erschossen worden sei, als er sich gerade über die Leiche seines ebenfalls getöteten Sohnes gebeugt habe.